# Campeonato mundial B de hockey patines masculino de 2014
El XVI Campeonato mundial de hockey sobre patines masculino en la Categoría B se celebró en Uruguay entre el 15 y el 22 de noviembre de 2014 con la participación de ocho Selecciones nacionales masculinas de hockey patines: las tres últimas clasificadas en el Campeonato mundial A de hockey patines masculino de 2013 (Estados Unidos, Austria y Uruguay), más otras cinco a libre inscripción, aunque finalmente la selección de Costa Rica se retiró de la competición, quedando los participantes en siete. Todos los partidos se disputaron en el Estadio Sergio Matto de la ciudad de Canelones.
Tras la disputa del Campeonato Mundial B 2012 en Canelones, la FIRS ofrece la organización de la siguiente edición a Países Bajos, cuya selección no había logrado el ascenso. La Federación Neerlandesa en un principio se muestra favorable a aceptar la propuesta pero posteriormente la declina. En 2013 se debate nuevamente la posibilidad de suprimir el Mundial B y permitir que el Campeonato mundial A de hockey patines masculino de 2015 tuviera la participación abierta a todas las selecciones que desearan inscirbirse. Finalmente se desecha esta idea y en julio de 2014 se concede nuevamente la organización a la ciudad uruguaya de Canelones, gracias a la buena organización y el éxito de público experimentado en la edición 2012. Este torneo fue organizado por la Federación Uruguaya de Patín y Hockey (FUdePyH) a cargo de su presidente el Sr. Luis Rodríguez y por el Comité Nacional de Hockey de Uruguay (CNH) a cargo de su presidente el Sr. Ariel Bentos (miembro a su vez del comité de Hockey tradicional de la Confederación Sudamericana de Patín. CSP), con la aprobación y apoyo de la FIRS
Las selecciones de Austria, Inglaterra y Países Bajos tras obtener las tres primeras posiciones ascendieron al Campeonato mundial A de hockey patines masculino de 2015.

## Equipos participantes
De las 8 selecciones nacionales participantes del torneo, 3 son de Europa, 3 de América, 1 de Asia y 1 de África. 
| Estados Unidos |
| Austria        |
| Macao          |
| Inglaterra     |
| Países Bajos   |
| Egipto         |
| Costa Rica     |
| Uruguay        |

## Grupo A
| Equipo         | Pts | PJ | PG | PE | PP | GF | GC | DG |
| -------------- | --- | -- | -- | -- | -- | -- | -- | -- |
| Inglaterra     | 6   | 2  | 2  | 0  | 0  | 10 | 2  | 8  |
| Estados Unidos | 3   | 2  | 1  | 0  | 1  | 5  | 7  | -2 |
| Países Bajos   | 0   | 2  | 0  | 0  | 2  | 3  | 9  | -6 |
| Costa Rica     | 0   | 0  | 0  | 0  | 0  | 0  | 0  | 0  |

|                | Bandera de Estados Unidos | Bandera de Inglaterra | Bandera de los Países Bajos | Bandera de Costa Rica |
| -------------- | ------------------------- | --------------------- | --------------------------- | --------------------- |
| Estados Unidos |                           | 1-5                   | 4-2                         |                       |
| Inglaterra     |                           |                       |                             | -                     |
| Países Bajos   |                           | 1-5                   |                             |                       |
| Costa Rica     | -                         |                       | -                           |                       |

## Grupo B
| Equipo  | Pts | PJ | PG | PE | PP | GF | GC | DG  |
| ------- | --- | -- | -- | -- | -- | -- | -- | --- |
| Austria | 9   | 3  | 3  | 0  | 0  | 15 | 8  | +7  |
| Uruguay | 6   | 3  | 2  | 0  | 1  | 9  | 6  | +3  |
| Macao   | 3   | 3  | 1  | 0  | 2  | 11 | 11 | 0   |
| Egipto  | 0   | 3  | 0  | 0  | 3  | 4  | 14 | -10 |

|         | Bandera de Austria | Bandera de Uruguay | Bandera de Macao | Bandera de Egipto |
| ------- | ------------------ | ------------------ | ---------------- | ----------------- |
| Austria |                    |                    |                  | 6-1               |
| Uruguay | 3-4                |                    | 4-1              | 2-1               |
| Macao   | 4-5                |                    |                  | 6-2               |
| Egipto  |                    |                    |                  |                   |

## Fase final

### Campeonato
|  | Cuartos de final | Cuartos de final |                 |                | Semifinales            | Semifinales            |  |  | Final           | Final |
|  |                  |                  |                 |                |                        |                        |  |  |                 |       |
|  | 20 de noviembre  |                  |                 |                |                        |                        |  |  |                 |       |
|  |                  |                  |                 |                |                        |                        |  |  |                 |       |
|  | Inglaterra       | 8                |                 |                |                        |                        |  |  |                 |       |
|  | Inglaterra       | 8                | 21 de noviembre |                |                        |                        |  |  |                 |       |
|  | Egipto           | 1                |                 |                |                        |                        |  |  |                 |       |
|  | Egipto           | 1                | Inglaterra      | 5              |                        |                        |  |  |                 |       |
|  | 20 de noviembre  |                  | Inglaterra      | 5              |                        |                        |  |  |                 |       |
|  |                  | Países Bajos     | 1               |                |                        |                        |  |  |                 |       |
|  | Países Bajos     | Países Bajos     | 1               | 4              |                        |                        |  |  |                 |       |
|  | Países Bajos     |                  | 22 de noviembre | 4              |                        |                        |  |  |                 |       |
|  | Uruguay          | 2                |                 |                |                        |                        |  |  |                 |       |
|  | Uruguay          | 2                | Inglaterra      | 0              |                        |                        |  |  |                 |       |
|  | 20 de noviembre  |                  | Inglaterra      | 0              |                        |                        |  |  |                 |       |
|  |                  | Austria          | 1               |                |                        |                        |  |  |                 |       |
|  | Estados Unidos   | Austria          | 1               | 5              |                        |                        |  |  |                 |       |
|  | Estados Unidos   | 21 de noviembre  |                 | 5              |                        |                        |  |  |                 |       |
|  | Macao            | 4                |                 |                |                        |                        |  |  |                 |       |
|  | Macao            | 4                | Estados Unidos  | 4              | Tercer y cuarto puesto | Tercer y cuarto puesto |  |  |                 |       |
|  | 20 de noviembre  |                  | Estados Unidos  | 4              | Tercer y cuarto puesto | Tercer y cuarto puesto |  |  |                 |       |
|  |                  | Austria          | 5               |                |                        |                        |  |  |                 |       |
|  | BYE              | Austria          | 5               |                | Países Bajos           | 11                     |  |  |                 |       |
|  | BYE              |                  |                 |                | Países Bajos           | 11                     |  |  |                 |       |
|  | Austria          |                  |                 | Estados Unidos | 3                      |                        |  |  |                 |       |
|  | Austria          |                  |                 | Estados Unidos | 3                      |                        |  |  |                 |       |
|  |                  |                  |                 |                |                        |                        |  |  | 22 de noviembre |       |
|  |                  |                  |                 |                |                        |                        |  |  |                 |       |

### Puestos 5º al 7º
| Equipo  | Pts | PJ | PG | PE | PP | GF | GC | DG |
| ------- | --- | -- | -- | -- | -- | -- | -- | -- |
| Uruguay | 6   | 2  | 2  | 0  | 0  | 7  | 2  | 5  |
| Macao   | 3   | 2  | 1  | 0  | 1  | 6  | 9  | -3 |
| Egipto  | 0   | 2  | 0  | 0  | 2  | 7  | 9  | -2 |

|
|         | Egipto | Macao | Uruguay |
| ------- | ------ | ----- | ------- |
| Egipto  | —      | 5-6   | 2-3     |
| Macao   | —      | —     | 0-4     |
| Uruguay | —      | —     | —       |

## Clasificación final
| Posición | Selección      |
| -------- | -------------- |
| 1.       | Austria        |
| 2.       | Inglaterra     |
| 3.       | Países Bajos   |
| 4.       | Estados Unidos |
| 5.       | Uruguay        |
| 6.       | Macao          |
| 7.       | Egipto         |